# Sportpalast Torpedo
Der Sportpalast Torpedo (russisch Дворец спорта „Торпе́до“, bis 2009 Sportpalast Awtodisel) ist eine Eishalle in Jaroslawl, die sich in der Tschkalow-Straße in der Nähe des Jaroslawler Motorenwerks JaMZ befindet.
Mitte der 1960er Jahre wurde in Jaroslawl mit dem Bau eines offenen Eisstadions begonnen, welches 1967 eröffnet wurde. In den 1980er Jahren wurde das Stadion renoviert und überdacht und hatte danach eine Kapazität von etwa 3.000 Zuschauern. Vor der Eröffnung der Arena 2000 diente das Stadion als Heimspielstätte von Torpedo Jaroslawl bzw. ab 2000 Lokomotive Jaroslawl. Nachdem das Team in die Arena 2000 umgezogen war, wurde der Sportpalast Awtodisel von der zweiten Mannschaft von Lokomotive genutzt.
2003 wurde der Sportpalast für die Austragung der U18-Junioren-Weltmeisterschaft genutzt. 2006 wurde die Eishalle geschlossen, um das Gebäude zu sanieren. Die Sanierungskosten beliefen sich auf ungefähr 500 Millionen Rubel. Seit der Wiedereröffnung am 13. September 2009, in deren Rahmen die Eishalle den Namen Sportpalast Torpedo erhielt, wird diese vom Juniorenteam Loko aus der Molodjoschnaja Chokkeinaja Liga genutzt.
Neben der Eisfläche von über 1500 m² bietet das Gebäude weitere Sport- und Fitnesseinrichtungen, Trainingshallen für Boxen und Ringen sowie einen Schachklub.